# Henryka Frenkel
Henryka Frenkel (ur. 7 lutego 1880 w Turku, zm. 10 grudnia 1939 w Łodzi) – łódzka lekarka pediatra żydowskiego pochodzenia. 

## Biogram
Córka Szulema Rozenblata i Rywki z Pińczowskich. W 1897 r. uzyskała w Warszawie maturę.  W 1899 r. rozpoczęła studia filozoficzne na uniwersytecie w Genewie. Od 1903 r. studiowała na Wydziale Lekarskim tegoż uniwersytetu, następnie studia kontynuowała w Zurychu i w Berlinie. 6 lipca 1907 r. na podstawie rozprawy Experimentelle Untersuchungen über die Wirkung des Hochsalzes und des Doppelt-kahlensauren Natron auf die Magensaftsekretion (Berlin 1907) zdobyła tytuł doktora medycyny.
Osiadła w Łodzi i tu pracowała jako pediatra.
Znajdowała się na liście lekarzy zarejestrowanych w 1920 r. (we wszystkich wykazach występuje jako dr Frenklowa Henryka). 
Wchodziła w skład Sekcji do walki z gruźlicą przy Wydziale Zdrowotności Publicznej Magistratu m. Łodzi.
W latach 1916–1939 była ordynatorem tzw. nadetatowym oddziału wewnętrznego w Szpitalu Pediatrycznym im. Anny Marii w Łodzi (obecnie Szpital im. dr Janusza Korczaka) oraz oddziału niemowlęcego, którego była współorganizatorem. 
Gabinet lekarski prowadziła przy ul. Andrzeja 7. (obecnie ul. Andrzeja Struga). Była członkiem Izby Lekarskiej w Łodzi. W polskiej i zagranicznej prasie fachowej opublikowała wiele prac. 
Była żoną Izydora Frenkla. 
Mieszkała w Łodzi przy al. Tadeusza Kościuszki 36.
Po wybuchu wojny pozostała w Łodzi, mimo zajęcia miasta przez hitlerowskich okupantów. Na wieść o tworzeniu przez hitlerowców getta dla Żydów w grudniu 1939 r. popełniła samobójstwo. 
Została pochowana 14 grudnia 1939 r. na cmentarzu żydowskim przy ul. Brackiej (str. L, kw. F, nr grobu 105C).